# Gogol-Museum

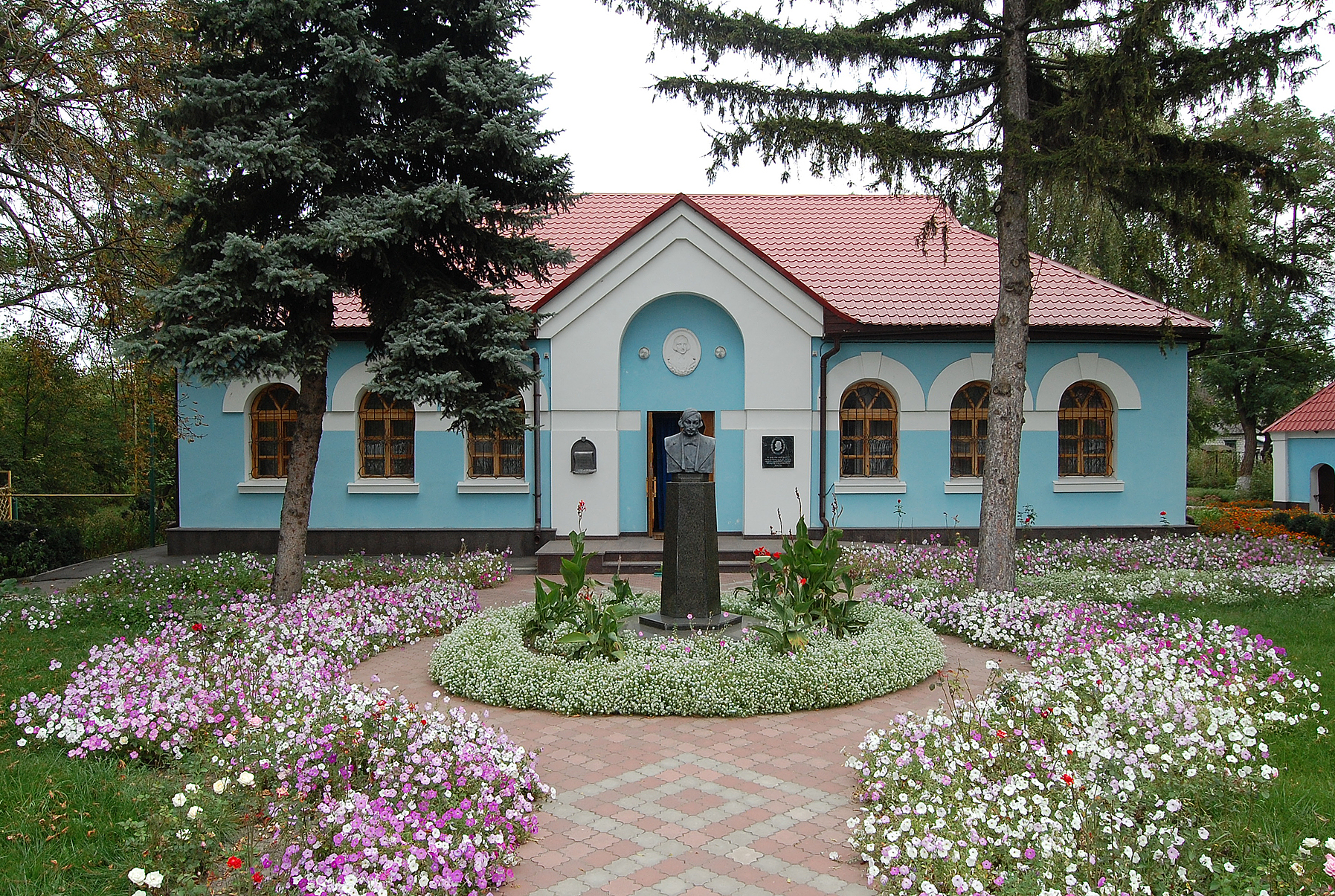
Gogol-Museum (2014)

Das Gogol-Museum (ukrainisch Великосорочинський літературно-меморіальний музей Миколи Гоголя Welykosorotschynskij literaturno-memorialnij muzej Mykoli Hoholja) ist ein Literaturmuseum in Welyki Sorotschynzi, dem Geburtsort von Nikolai Wassiljewitsch Gogol, in der Ukraine.

## Geschichte
Nikolai Gogol, der in Welyki Sorotschynzi geboren wurde, setzte dem Ort mit dem Werk Der Sorotschinsker Jahrmarkt ein literarisches Denkmal. Anlässlich seines 100. Geburtstags wurde im Jahr 1909 an seinem Geburtshaus in Welyki Sorotschynzi eine Gedenktafel angebracht, zwei Jahre später – am 23. August 1911 – weihte man im Ort ein vom Bildhauer Ilja Ginzburg geschaffenes Denkmal für Gogol ein. 1929 wandelte man das Geburtshaus in ein Literatur- und Gedenkmuseum um. Es galt als das einzige Gogol-Museum in der Sowjetunion und wurde im Zweiten Weltkrieg durch die sich zurückziehenden deutschen Besatzer zerstört, wodurch wertvolle Exponate unwiederbringlich verloren gingen. Der Wiederaufbau erfolgte durch den Architekten W. Tschernjachowez (ukrainisch В. Черняховець) ab dem Jahr 1950.
Das jetzige Museum öffnete am 14. Januar 1951. Im Folgejahr wurde vor dem Museum eine Büste Gogols aufgestellt, die erneut auf einen Entwurf Ginzburgs zurückging. Die Ausstellung wurde 1977 neu ausgerichtet. Im Jahr 2009 – anlässlich des 200. Geburtstags – erfolgte eine grundlegende Renovierung.

## Ausstellung
Das Museum verfügt über einen Bestand von mehr als 8.000 Exponaten. Die ständige Ausstellung präsentiert Leben und Werk des Schriftstellers Nikolai Gogol von seiner Kindheit bis zu seinem Lebensende sowie ukrainische Volkskunst aus der Region. Das Museum verfügt über fünf Räume in zwei Abteilungen. Gezeigt werden unter anderem Gegenstände aus Gogols Besitz, darunter Schul- und Studienzeugnisse, von Gogol angefertigte Zeichnungen, historische Fotografien aus Gogols Familienkreis, Erstausgaben seiner literarischen Werke, wie Die toten Seelen, Der Revisor, Mirgorod und Arabesque, des Weiteren ein Zylinder, ein Taschentuch, ein Notizbuch und die Totenmaske des Dichters. Auch ein Repin-Gemälde Gogols aus dem Jahr 1878 befindet sich im Museum.